# Hirtodrosophila innocua
Hirtodrosophila innocua är en tvåvingeart som beskrevs av Malloch 1934. Hirtodrosophila innocua ingår i släktet Hirtodrosophila och familjen daggflugor.
Artens utbredningsområde är Samoa. Inga underarter finns listade i Catalogue of Life.